# بازگشت (فیلم آمریکایی ۲۰۰۶)
بازگشت (انگلیسی: The Return) فیلمی آمریکایی در سبک وحشت روان‌شناختی به کارگردانی آصف کاپادیا است که در سال ۲۰۰۶ منتشر شد. از بازیگران آن می‌توان به سارا میشل گلر، آدام اسکات و سام شپارد اشاره کرد.